# 本田圭佑
本田圭佑（日语：／ Honda Keisuke，1986年6月13日—），日本著名足球運動員。曾任柬埔寨國家足球隊及柬埔寨U-23主教練。司職進攻中場或邊鋒，2010年世界盃、2011年亞洲盃與2014年世界盃的日本隊戰術核心。身高182厘米，體重74公斤，體格硬朗，持球穩，日本少有空中拼搶了得的中前場球員。左腳，擅遠射，尤其無迴轉自由球。
U15時代出身日職大阪飛腳少年學堂但不獲晉升U18，U18時代在高中星稜高校校隊受訓，在全國U18錦標賽表現出色，2005年加盟J1名古屋鯨魚三年，此後旅歐。2008年1月加盟荷甲保級隊VVV芬洛，當季降級荷乙，翌年以隊長身份帶隊重返荷甲，當選荷乙MVP。2010年1月加盟俄超豪門莫斯科中央陸軍，簽四年長約，註定他23.5－27.5歲生涯黃金期在俄超度過。2010年2月－2011年1月期間他的實力在歐冠淘汰賽、南非世界盃、2011年亞洲盃接連爆發，更以全隊戰術核心身份帶日本晉級世界盃16強和奪得亞洲盃冠軍，風頭一時無兩。南非世界盃後，英國傳媒指本田適合英超，惟高價毀約金令人卻步，自此本田的俄超四年長約為人詬病。每到賽季轉會窗口，本田總是英超與意甲的新聞熱點。2014年世界盃日本整體發揮欠佳，本田進一球但無關大局。
2014年1月以救世主姿態加盟意甲表現低迷的豪門AC米蘭，轉會初期日、意媒體大肆吹捧，然而至本田離隊前三年半間共七名主帥接手，令本田在陣容的位置朝令夕改，表現低迷，2015年10月起一度被雪藏兩個月，2016—17賽季年正選上陣更僅兩次，荒廢足球事業，由此日本領隊哈利霍季奇2016年11月至2018年2月排除他2018年世界盃外圍賽亞洲12強賽和世界盃前友誼賽的正選陣容，震撼日本傳媒。為保證俱樂部固定正選位置，2017年7月從意甲加盟墨西哥的帕丘卡。2018年4月日本換帥，接任的西野朗重用老將，本田圭佑重新入選國家隊，考量其體力問題，在2018年世界盃以後備三度上陣，一球一助攻。
2018年，本田圭佑加盟澳洲職業足球聯賽球队墨尔本胜利后，同时兼任柬埔寨男足主帅。
2019年11月6日，本田圭佑加盟荷蘭甲組足球聯賽球隊維特斯。

## 俱樂部生涯

### 早期生涯／名古屋鯨鱼
早在小學二年級時，本田就在攝津市當地的一支本土球隊攝津FC踢球。升入中學後，他加入了大阪飛腳的少年隊，與同期的安田理大和家長昭博成為隊友，但無奈最終未能晉身球隊的青年軍。高中時期，本田來到石川縣的星稜高校就讀，並加入學校足球隊，首年代表球隊參加日本全國青年錦標賽就取得了亞軍。
在星稜的第三年，校隊打入了第83届全国高校选手权半決賽，本田在賽場上的的表現也得到日本足協及聯賽方面的賞識。2004年，本田被挑選為「日職聯賽特別指定選手」，被安排到名古屋鯨魚足球俱樂部接受訓練，期間曾以高中生身份替球隊在日本聯賽杯的比賽中登場一場。
2005年，本田高中畢業，幾家聯賽球隊與其接洽。本田圭佑最早在大阪飛腳青訓營接受訓練，不過他當時的表現並沒有得到球隊的認可，因此他沒能與球隊簽約。他最終選擇了與名古屋鯨魚簽約。一年之後成為球隊的主力中場。兩個半賽季中他共為球隊出場90次，打進11個進球。

### 芬洛
本田圭佑在名古屋鯨魚度過三個賽季，其表現也受到球隊一名前荷蘭籍教練Sef Vergoossen留意，在他推薦下，本田終在2008年1月與荷甲聯賽球隊芬洛足球俱樂部簽約，不過他的加盟並沒有幫助芬洛成功保級。
2007-2008年賽季結束後，芬洛降級荷蘭足球乙級聯賽。不過經過了半個賽季的適應，本田圭佑徹底適應了新環境，他再一次展現出自己堅韌的性格。在荷乙的2008-2009年賽季，本田圭佑成為了芬洛的進攻核心，他在36場比賽中打進16球，送出14個助攻，帶領芬洛以荷乙冠軍的身份重返荷甲。也是從那個賽季開始，本田圭佑開始了踢法上的轉型。賽季結束後，芬洛以較大優勢獲得了該賽季荷乙聯賽冠軍，本田圭佑也被評為賽季荷乙聯賽最佳球員。
2009-10賽季，重回荷甲的本田圭佑繼續保持著巔峰狀態，首輪他就一傳一射幫助芬洛逼平了PSV燕豪芬。在賽季前五輪比賽中，本田圭佑均有進球或助攻，帶領芬洛拿到了開局五連平。火爆的狀態讓本田圭佑深受芬洛球迷喜愛，他們稱他為「圭佑大帝」。

### 莫斯科中央陸軍
2009年夏季，包括飛燕諾、PSV燕豪芬及阿積士等多家荷蘭前列俱樂部均表示渴望本田來投，然而各方並無進一步行動。
直至2009年12月，俄超勁旅莫斯科中央陸軍正式和芬洛接洽，並於月底完成交易，轉會費達九百萬歐元，合約期為四年。抵達新球隊後，本田在2010年2月24日首次為球隊作賽，在一場對西甲球隊塞維利亞的2009–10年賽季歐洲冠軍聯賽八分之一決賽首回合賽事中以首發上場。2010年3月13日，俄超2010年賽季首轮比赛本田就打入一球，帮助球队以1-0的比分胜出。3月16日，球隊作客挑戰塞維利亞，本田不單協助隊友攻入首球，更在球賽第五十五分鍾離門三十米主射任意球得分，帶領球隊以二比一戰勝對手，使球隊順利進入八強。
2011年8月28日，在一場聯賽與莫斯科斯巴達的莫斯科德比中，本田因右膝半月板損傷中途退賽，賽後中央陸軍宣佈本田將接受切除部分半月板手術，並傷停3個月。11月18日，本田時隔兩個半月重新回到聯賽，在比賽中首發出場並打滿90分鐘。但在本場賽後，本田的傷病再度復發。
2012年2月21日，本田圭佑正式復出，在歐冠決賽圈16強賽第一輪對陣皇家馬德里的下半場比賽中替補上場。3月14日第二輪比賽，本田又因左腿受磕碰疼痛缺席。5月13日，俄超聯賽球隊客場對戰喀山魯賓，本田傷愈後首發出場並在上半場第45分鐘打入其自右膝半月板受傷後的首粒進球。
2013年7月14日，俄羅斯超級杯決賽中央陸軍對陣澤尼特，本田圭佑梅開二度，在第15分鐘和第83分鐘各攻入一球，最終莫斯科中央陸軍以3-0的比分戰勝對手並獲得該賽季俄超杯冠軍。

### AC米蘭
因與莫斯科中央陸軍的合同在2013年底到期，本田圭佑以自由身份加盟意甲聯賽球隊AC米蘭。
2014年1月12日，2013-14賽季意甲聯賽第19輪，本田圭佑替補首秀。1月16日，意大利杯八分之一決賽，AC米蘭主場迎戰意乙球隊斯佩齊亞，蒙托利沃左側距門25米處大力低射造成尼古拉·萊亞利脫手，本田圭佑跟進左腳半凌空推射入網，打進他在AC米蘭的首球。4月7日，AC米蘭客場迎戰熱那亞，本田圭佑踢進了他在意甲聯賽中的首球。4月11日，米蘭官網宣佈本田在訓練中左腳腳踝扭傷。
2014-15年賽季，本田圭佑首戰取得勝利，比賽第8分鐘本田距門8米處右腳勁射破門。之後本田又在聯賽第2輪、第4輪、第6輪各打入一粒進球。10月19日，意甲第7輪AC米蘭客場挑戰維羅納，本田圭佑作為右邊鋒首發上場。上半場27分鐘，本田在門前接到前鋒沙拉維的傳球將球踢進。下半場11分鐘，本田梅開二度再次破門得分，在本賽季的前7輪比賽中成就了他的6個進球以及2次助攻。
2015年2月14日，AC米蘭對陣熱那亞，比賽進行至第64分鐘時，本田在距離球門35米開帶球後外拔腳破門，皮球穿越禁區並在門將面前彈地後進入球門，這是本田在2015-16賽季意甲聯賽打入的第一個進球。
2017年5月21日，AC米蘭主場迎戰博洛尼亞，本田在比賽第57分鐘替補登場並在第73分鐘功入一粒禁區前沿的直接任意球。賽後本田在個人社交網站宣佈賽季結束後離隊。5月28日，2016-17年賽季意甲聯賽最後一輪，AC米蘭客場挑戰卡利亞里，本田佩戴隊長袖標正式告別米蘭生涯。

### 帕丘卡
2017年7月14日，本田圭佑於個人社交網站宣佈與墨超球隊帕丘卡足球俱樂部簽訂一年合約。8月22日，本田圭佑在墨超聯賽第6輪對陣華拿古斯的比賽中完成球隊首秀，並在比賽第72分鐘取得進球。10月25日，在墨西哥杯淘汰賽第1輪比賽中上演轉會球隊後的首次梅開二度。12月9日，首次參加國際足聯俱樂部世界杯，在半決賽與維達德的比賽中首發出場並幫助球隊取勝。
2018年4月19日，本田圭佑拒絕了球隊的續約，並且將於賽季結束後離開帕丘卡，他代表球隊出戰32場賽事，共攻入10球。

### 墨爾本勝利
2018年8月6日，墨爾本勝利官方宣佈日本球星本田圭佑自由轉會加盟球隊。10月20日，本田圭佑在墨爾本勝利主場1-2輸給墨爾本城的比賽中上演了澳職聯賽首秀，他在比賽中取得了進球。
效力墨爾本勝利的日本球星本田圭佑確認，他將在2019年賽季結束後離隊。2019年5月21日，墨爾本勝利在官網上宣佈，22日晚亞冠小組賽對陣廣島三箭的比賽將是本田圭佑代表球隊的最後一場比賽。

### 維特斯
2019年10月下旬與昔日於莫斯科中央陸軍時期的主帥Leonid Slutsky目前所帶領的荷甲球隊維特斯一同參與訓練。
荷甲球隊維特斯官方宣佈和日本球員本田圭佑簽約，合同期到賽季結束。
11月25日，日本球星本田圭佑在維特斯0-2不敵鹿特丹斯巴達的比賽中上演荷甲首秀，踢了81分鐘。
荷甲球隊維特斯官方宣佈，加盟僅6週的日本球星本田圭佑離隊。

### 博塔弗戈
在談妥薪資條款之後，日本球星本田圭佑正式加盟巴甲豪門博塔弗戈，成為球隊在2020賽季的第12位新援。
2020年3月16日凌晨，里約州聯賽小組賽第3輪博塔弗戈主場1-1戰平班古，本場比賽本田圭佑為主隊攻入一球。
巴甲聯賽第15輪博塔弗戈客場2-1小勝累西腓體育，本田圭佑在第29分鐘打入自己的巴甲首球。
據日媒表示，本田圭佑已於昨日正式與加盟近一年的博塔弗戈解約。報道稱，他本人仍在尋找新的世界，其中葡超的球隊波蒂莫嫩塞向本田提出了報價，雙方正在談判中。

### 波蒂莫嫩塞
當地時間2月6日，本田圭佑正式以自由轉會的方式，加盟葡超球隊波蒂莫嫩塞。
本田圭佑加盟球隊5天後又恢復了自由身，解約原因是無法為本田圭佑完成本賽季的註冊。本田圭佑在冬窗後才自由加盟球隊，但葡萄牙足協只認2020年10月前的自由身球員，而本田2021年1月1日才離開博塔弗戈，所以他無法註冊，只能選擇解約。

### 尼菲治巴庫
本田圭佑以免費自由轉會的方式，來到阿塞拜疆的球隊效力，週一剛剛和阿塞拜疆超級聯賽球隊尼菲治巴庫簽下合同，已經是他職業足球生涯的第10個國家效力，他與球隊簽約到本賽季結束。
本田圭佑迎來加盟尼菲治巴庫後的首秀，但球隊最終0-2不敵薩姆加耶特，本田遺憾未能取得首秀的首場勝利。
上一輪3:0大勝克斯拉的比賽中，本田圭佑同樣打進一球。
本田圭佑在尼菲治巴庫對陣沙巴爾的比賽中打入一球，這也是本田圭佑本賽季在阿塞拜疆聯賽收穫的第二粒入球。
本田圭佑跟隨阿塞拜疆俱樂部尼菲治巴庫奪得阿塞拜疆足球超級聯賽冠軍，這是他時隔八年再次獲得頂級聯賽冠軍，本賽季本田圭佑為球隊出場7次打進2球。
阿塞拜疆俱樂部尼菲治巴庫官方，本田圭佑合同到期離隊。

### 蘇度瓦
2021年9月15日，日本前國腳本田圭佑在個人社交平台上宣佈加盟立陶宛足球超級聯賽球會蘇杜瓦足球俱樂部。
立陶宛足球超級聯賽第30輪，蘇杜瓦4-0邦加，本田圭佑完成首秀並在比賽中打進首球。

## 國家隊生涯
2005年，本田圭佑入選日本青年軍，出戰該年在荷蘭舉行的世界青年足球錦標賽賽事，但只出场一次。
2006年，本田圭佑被日本國家隊徵召入隊，但沒有取得上場機會。2008年6月22日，本田圭佑在2010年南非世界杯預選賽與巴林的比賽中迎來代表國家隊首秀。8月份北京奧運會本田作為主力中場打滿了全部3場比賽，不過小組賽日本國奧隊3戰全敗出局。
2009年5月27日，日本在麒麟杯比賽中4：0大勝智利，本田圭佑打進了自己在國家隊首個進球。

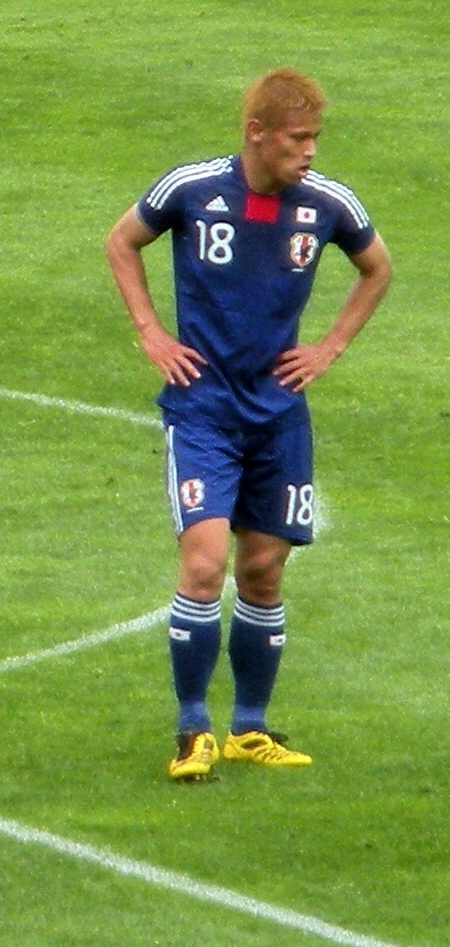

本田圭佑參與日本國家隊2018年全部兩場友誼賽。與馬里的比賽本田圭佑於71分鐘替補出戰；而與烏克蘭比賽本田則是首發出戰，在65分鐘被久保裕也換下。

### 2010年世界盃
2010年南非世界杯，本田圭佑所有4場比賽全部首發出戰，首場與喀麥隆的比賽打入致勝進球，並被選為當場最佳球員。第3輪比賽與丹麥的比賽打入直接任意球首開紀錄，並助攻岡崎慎司進球，再次獲選當場MVP，最終幫助球隊小組出線。16強戰面對巴拉圭，日本最終點球大戰惜敗，不過本田南非世界杯第3次當選本場最佳球員。

### 2011年亞洲盃
2011年亞洲杯，除了小組賽與沙特的比賽，本田圭佑5場比賽首發打滿全場，本田在對戰敘利亞的比賽中打入一個點球，為日本隊2-1的勝利作出了重要貢獻，這也是日本國家隊隊史第1000粒進球。在對戰南韓的半決賽中，本田圭佑的點球被韓國門將撲出，但插上的細貝萌將球打進，日本隊2-1領先。在隨後的點球大戰上，本田圭佑罰進第一個點球，也為日本隊的勝利起到了絕對性的作用。由於本田圭佑在亞洲盃的助攻和優秀的表現，本田獲得了繼中村俊輔以來第二個獲得亞洲杯上最有價值的球員的日本球員。

### 2013年聯合會盃
2013年6月的2013年聯合會杯比賽，本田圭佑在與意大利的小組賽中打入點球先開紀錄，不過球隊最終以3-4輸球。不過本田圭佑最終入選了小組賽最佳十一人。本田圭佑2013年在12場國家隊比賽打入8球，為當年國家隊射手王。

### 2014年世界盃
2012年6月8月，本田在2014年世界杯預選賽與約旦的比賽國家隊首次上演帽子戲法。2013年6月，本田圭佑在與澳洲的比賽中製造點球，並親自罰入，幫助球隊進入巴西世界盃決賽圈。本田圭佑在世界杯亞洲10強賽中打入5球，超過三浦知良（4球）成為單屆亞洲10強賽進球最多日本球員。
2014年巴西世界杯，本田圭佑所有比賽都首發出戰，並在小組賽首場與科特迪瓦的比賽中打入領先進球，其也成為日本國家隊在世界杯進球最多球員，遺憾的是後來被科特迪瓦逆轉2-1收場。此戰對戰希臘，兩隊最終平局收場，本田圭佑當選本場最佳球員。第3場對哥倫比亞，本田圭佑助攻岡崎慎司進球，不過球隊最終1-4大敗，小組出局。

### 2015年亞洲盃
2015年亞洲杯日本國家隊止步八強賽，本田圭佑小組賽打入3球（包括2粒點球），被選入小組賽最佳十一人。

### 2018年世界盃
2015年11月17日，本田圭佑在世界杯預選賽與柬埔寨的比賽中進球，成為日本足球史上首位世預賽連續5場比賽進球的球員。本田圭佑缺戰了2016年3月24日日本與阿富汗的比賽，不過在之後與敘利亞的比賽中進球，連續6場世預賽比賽獲得進球。9月1日，本田圭佑在世預賽與阿聯酋的比賽中再次進球，持續刷新世預賽連場進球紀錄。10月11日與澳洲的比賽，本田時隔4年再次出任單箭頭，助攻原口元氣得分。
2015年9月3日至2016年9月1日，2018年世界杯舉辦第2輪及第3輪亞洲區預選賽，本田分別在對陣柬埔寨、阿富汗、敘利亞、新加坡、柬埔寨、敘利亞、阿聯酋的比賽中連續7場比賽均取得進球。
2017年8月31日，在取得勝利就能進入俄羅斯世界杯決賽圈條件下，本田圭佑並沒有在與澳洲的關鍵戰獲得出場。2017年9月28日，由於俱樂部成績不佳以及國家隊重建等理由，本田圭佑2009年5月以來首次沒有入選國家隊大名單。不過之後2018年的友誼賽，本田圭佑重回國家隊大名單。
2018年世界杯，本田圭佑入選日本隊參賽名單。6月19日，小組賽H組首輪第1場比賽日本以2：1的比分戰勝哥倫比亞，本田替補出場並憑借角球助攻幫助大迫勇也頭球破門。6月24日，小組賽第2場比賽，日本隊迎戰塞內加爾，本田在下半場替補出場並在比賽第78分鐘攻入一球，幫助球隊扳平比分。這是本田圭佑連續第三屆在世界杯賽場上取得進球，由此本田也成為世界杯歷史上進球數最多的亞洲球員。

## 執教生涯

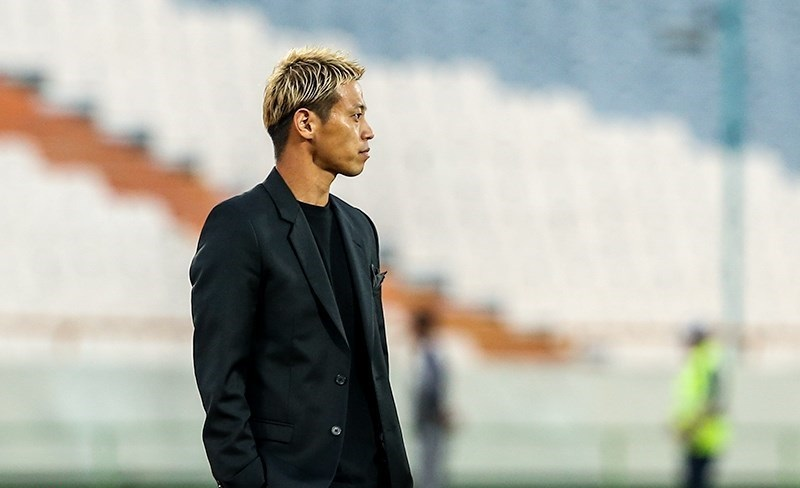

柬埔寨足協官方宣佈，日本球星本田圭佑出任柬埔寨國家足球隊主教練，合同期為兩年。
2018年9月10日，柬埔寨1-3不敵馬來西亞國家隊友誼賽中，日本球星本田圭佑的執教首秀未能取得勝利。

## 人物
2012年5月，本田圭佑在日本創辦了「SOLTILO FAMILIA SOCCER SCHOOL (索迪洛青少年足球學校)」。截至2018年8月，索迪洛青少年足球學校已在日本國內共開設分校71家，並在德國、荷蘭、泰國、越南、美國、印尼、台灣、柬埔寨等地設有分校。2016年6月，索迪洛中國上海分校開業。
2015年6月至2017年9月，本田圭佑及兩位兄弟所擁有的企業「HONDA ESTILO」相繼收購奧地利丙級聯賽霍恩足球俱樂部、柬埔寨暹粒吳哥足球俱樂部及烏干達超級足球聯賽球隊光明之星足球俱樂部3家足球俱樂部。
2017年9月，本田圭佑擔任2025年大阪世博會申辦大使。
本田圭佑就任國際醫療志願者團體特定非營利活動法人Japan Heart的顧問。

## 個人生活
2008年7月22日，本田圭佑與原本在托兒所工作的女朋友結婚。两人的儿子于2012年秋天出生。
本田圭佑出身於運動世家，伯父本田大三郎是一名獨木舟選手，曾代表國家出戰1964年東京奧運會。本田大三郎之子本田多聞，即本田圭佑的堂兄是一名職業摔角手，曾代表國家出戰1984、1988和1992三屆奧運會自由式摔角比賽。本田圭佑的哥哥本田弘幸曾經是一名足球運動員，2005年後因腿傷引退，現在擔任本田圭佑的經紀人。
本田圭佑曾在小學時期的一篇作文中談及自己未來的夢想：「我會在世界杯上一戰成名，得到國外球隊的青睞，然後前往意甲聯賽——穿上10號球衣，成為球隊主力。那時在意甲經過鍛鍊的我回到日本，再以10號球員的身份成為國家隊主力。」 

## 榮譽

### 球會
芬洛
- 荷蘭乙組足球聯賽冠軍 : 2008-09

莫斯科中央陸軍
- 俄羅斯足球超級聯賽冠軍 : 2012-13
- 俄羅斯杯冠軍 : 2010-11，2012-13
- 俄羅斯超級盃冠軍 : 2013

AC米蘭
- 意大利超級盃冠軍 : 2016

尼菲治巴庫
- 阿塞拜疆足球超級聯賽冠軍 : 2020-21

### 國家隊
日本國家足球隊
- 亞洲杯冠軍 : 2011

## 外部連結
- 本田圭佑オフィシャルWEBサイト （页面存档备份，存于）
- 本田圭佑マネージャーブログ  （页面存档备份，存于）
- SOLTILO FAMILIA (本田圭佑プロデュースサッカースクール) （页面存档备份，存于）
- Keisuke Honda - sport-topics.ru
- 本田圭佑メルマガ CHANGE THE WORLD by KSK
- 日本職業足球聯賽中的本田圭佑 （日語）
- KeisukeHonda(本田圭佑)的X（前Twitter）
- Keisuke Honda的Instagram帳戶
- 東京都社会人サッカーリーグ4部 One Tokyo （页面存档备份，存于）
- 本田圭佑官方網頁
- balance 本田圭佑所屬管理公司
- Keisuke Honda - cskainfo.com （页面存档备份，存于）